# Tetongo
Tetongo ist ein Motu des Tabiteuea-Atolls der pazifischen Inselrepublik Kiribati.

## Geographie
Tetongo liegt zusammen mit Arakeaka zwischen North Tabiteuea und South Tabiteuea, nördlich von Tewai. In diesem zerklüfteten Teil des Atolls sind nur wenige Motu namentlich benannt.